# Defensor de Albacete
El Defensor de Albacete fue un periódico editado en la ciudad española de Albacete entre 1896 y 1939, a lo largo de la Restauración, la Segunda República y la guerra civil.

## Historia
Se fundó en 1896. Afín al conservadurismo en sus comienzos y de periodicidad inicialmente semanal, terminaría convertido en diario según Isidro Sánchez dos años después de su aparición, en 1898.  Más adelante viraría a posiciones próximas al liberalismo, y ya durante la Segunda República apoyaría el radicalismo de Lerroux. Cesó su publicación en 1936, tras el estallido de la guerra civil, durante la cual sería incautado por el bando republicano, iniciándose una nueva etapa que se prolongaría hasta 1939.
Propiedad  buena parte de su trayectoria como diario de Eliseo Ruiz Rosell, entre sus directores se contaron Fernando Franco Fernández (c. 1926), Juan García Mas, y Enrique Ruiz (c. 1936), entre otros, redactando para sus páginas autores como Rafael Aguado Valcárcel, Francisco Ousurbe Manteca, Abelardo Sánchez García, Agustín Villar Massó, Joaquín Quijada Valdivieso, Joaquín Roa Erostarbe o Adolfo Macrach Quijada.